# كتشل مينان (سقز)
قرية كتشل مينان (بالكردية: کەچەڵ مینان) هي إحدى القرى التابعة لـذو الفقار في ريف قسم سرشيو من مقاطعة سقز، في محافظة كردستان الإيرانية.

## السكان
حسب إحصاءات سنة 2006، بلغ إجمالي السكان في كتشل مينان 242 نسمة وعدد المساكن 55 مسكن. لغة سكان كتشل مينان هي اللغة الكردية و هم من أهل السنة والجماعة والمذهب الشافعي.